# Center for International Forestry Research

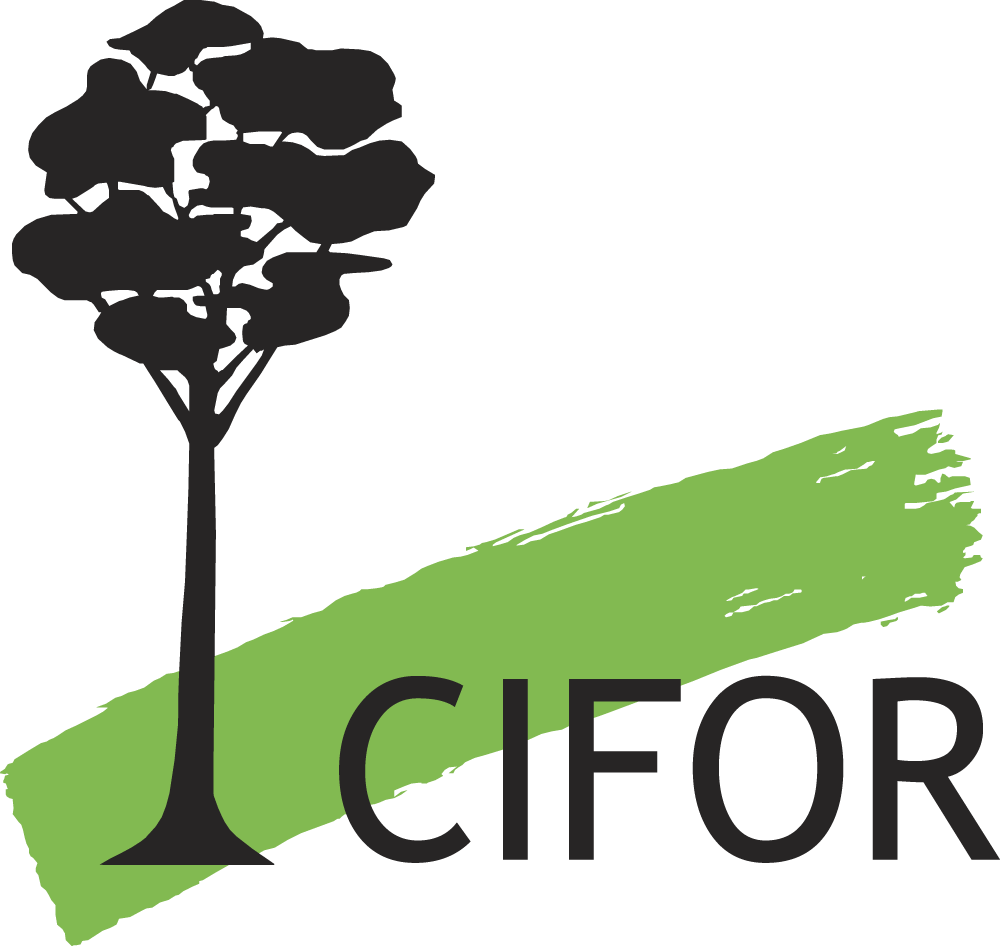

Das Center for International Forestry Research (CIFOR, freie Übersetzung: Zentrum für internationale Forstwissenschaft) ist eines von 15 spezialisierten Forschungszentren (Future Harvest Centres) der Consultative Group on International Agricultural Research (CGIAR) und hat seinen Sitz in Bogor, Indonesien. Es wurde 1993 als Konsequenz der Konferenz der Vereinten Nationen über Umwelt und Entwicklung (UNCED) gegründet.
Das CIFOR hat sich zum Ziel gesetzt, die Forstwissenschaft zu fördern und diejenigen Bevölkerungsgruppen zu unterstützen, die direkt von Produkten des Waldes abhängig sind. Ziel ist eine nachhaltige, also sowohl intergenerativ als auch intragenerativ gerechte und ökologisch zukunftsfähige, Forstwirtschaft zu fördern.

## Aufgabe
Die Aufgabe des CIFOR besteht darin, die Lebensgrundlage von Bevölkerungsgruppen zu sichern, die vom Wald abhängig sind. Dabei wird der Wald als herausragendes Ökosystem erkannt, das je nach Vegetationszone mehr oder weniger labil sein kann. Das Zentrum der Aufgabe sieht das CIFOR im Schutz der noch bestehenden tropischen Regenwälder, vor allem aber in deren nachhaltiger Bewirtschaftung. Die drei Hauptaufgaben sind:
- Die Förderung und Verbesserung der Forstwissenschaft und die Einbringung der Ergebnisse in den (nachhaltigen) Waldbau
- Die Förderung von Technologien und Schaffung von Technologien zur Erlangung der Nachhaltigkeit im Bereich Wald und Holz
- Förderung der ansässigen Partner zur Erhöhung der Effizienz des Waldbaus

## Durchführung
Um dieses Ziel zu verwirklichen, verfasst das CIFOR Kriterien und Indikatoren (K&I), die als Grundlage für lokale Ansätze nachhaltiger Entwicklung dienen sollen. Diese erfolgt dann häufig in (neuen) Zertifizierungsmaßnahmen. Das CIFOR folgt mit diesen Kriterien und Indikatoren neuen Entwicklungshilfestrategien.
Das CIFOR beschäftigt rund 150 Mitarbeiter. Außer dem Sitz in Bogor gibt es noch Niederlassungen in Kamerun, Brasilien und Simbabwe. Das CIFOR arbeitet in rund 30 Ländern mit etwa 300 Forschern in Universitäten und anderen Forschungsgruppen und Organisationen.

## Direktoren
- Jeff Sayer (1993–2001)
- David Kaimowitz (2001–2006)
- Frances Seymour (2006–2012)
- Peter Holmgren (seit 2012)

## Auszeichnungen
Vier Wissenschaftler des CIFOR wurden mit dem Queen’s Award for Forestry ausgezeichnet:
- John Turnbull (1988)
- Yemi Katerere (1993)
- Jerome Vanclay (1997)
- Ravi Prabhu (2005)